# Piotr Seweryński
Piotr Michał Seweryński (ur. 1 lipca 1965 w Łodzi) – polski aktor teatralny i filmowy, pedagog.

## Życiorys
Jest absolwentem Wydziału Aktorskiego Państwowej Wyższej Szkoły Filmowej, Telewizyjnej i Teatralnej im. Leona Schillera w Łodzi (1988). Zadebiutował 28 listopada 1987 roku na deskach Teatru Studyjnego im. Juliana Tuwima w Łodzi, rolą Wasyla Artura Dymogackiego w Szkarłatnej wyspie Michaiła Bułhakowa w reżyserii Macieja Prusa. Wystąpił w ponad pięćdziesięciu rolach w spektaklach takich reżyserów jak Ludwik Benoit, Eugeniusz Korin, Adam Orzechowski Krzysztof Babicki, Marcin Liber i Michał Zadara. W latach 1988–1993 był aktorem Teatru Nowego w Łodzi, a w latach 1994–2008 był związany z Teatrem Lalki i Aktora „Pinokio” w Łodzi. Od 2009 roku ponownie jest aktorem Teatru Nowego im. Kazimierza Dejmka w Łodzi.
W 2012 roku otrzymał stopień doktora habilitowanego sztuk teatralnych (PWSFTviT w Łodzi). Od tego samego roku jest profesorem nadzwyczajnym PWSFTviT, gdzie sprawował funkcję prodziekana do spraw nauczania i studentów Wydziału Aktorskiego. W lipcu 2020 roku został wybrany dziekanem Wydziału Aktorskiego macierzystej uczelni, jego kontrkandydatem w wyborach na kadencję 2020−2024 był Ireneusz Czop. 
W 2000 roku został wyróżniony Nagrodą Prezydenta Miasta Łodzi z okazji Międzynarodowego Dnia Teatru. Laureat Złotej Maski za najlepszą rolę męską w sezonie 2017/2018, przyznanej przez łódzkich krytyków teatralnych za rolę Saszy w spektaklu Antygona w Nowym Jorku Janusza Głowackiego w reżyserii Andrzeja Szczytki oraz rolę Roberta Scurvy’ego w spektaklu Szewcy Stanisława Ignacego Witkiewicza w reżyserii Jerzego Stuhra.
W roku 2018 został odznaczony Srebrnym Krzyżem Zasługi oraz Brązowym Medalem „Zasłużony Kulturze Gloria Artis” (2019).

### Życie prywatne
Jest synem Michała Seweryńskiego, profesora nauk prawnych, byłego rektora Uniwersytetu Łódzkiego (1990−1996) i wicemarszałka Senatu IX kadencji z ramienia Prawa i Sprawiedliwości.

## Teatr
- 1989: Maszyna do liczenia, reż. Eugeniusz Korin, role: Inteligent, Pan Zero, Syn
- 1989: Dożywocie Aleksandra Fredry, reż. Ludwik Benoit, rola: Muzykant
- 1992: Za siedmioma strunami, reż. Adam Orzechowski, rola: Sanch Presto
- 1992: Wieczór Trzech Króli Williama Szekspira, reż. Remigiusz Caban, rola: Orsino
- 2010: Biedermann i podpalacze Maxa Frischa, reż. Krzysztof Babicki, rola: Eisenring
- 2011: Przyjazne dusze Pam Valentine, reż. Paweł Pitera, rola: Mark Webster
- 2012: Hotel Savoy, reż. Michał Zadara, role: Michał Zadara, Gabriel Dan, Kanner
- 2017: Antygona w Nowym Jorku Janusza Głowackiego, reż. Andrzej Szczytko, rola: Sasza
- 2017: Fabryka muchołapek Andrzeja Barta, reż. Andrzej Bart
- 2017: Szewcy Witkacego, reż. Jerzy Stuhr, rola: Prokurator Robert Scurvy[11].

## Filmografia
- 1978: Mit (etiuda szkolna) – obsada aktorska
- 1988: Ten bal w miarę pogodny... (widowisko telewizyjne) – obsada aktorska
- 1988: Tamten (spektakl telewizyjny) – obsada aktorska
- 1988: Pomiędzy wilki (spektakl telewizyjny) – obsada aktorska
- 1989: Cylinder (spektakl telewizyjny) – Antonio
- 1993: Brama do raju (spektakl telewizyjny) – doktor Trzebiński
- 1997–2000: Klan – Oskar Chojnicki
- 2001: Wieczernik (spektakl telewizyjny) – uczeń I
- 2007: Bardzo krótki strajk. 14–15 grudnia 1981 roku – obsada aktorska
- 2010: Ojciec Mateusz – Adam Chojecki (odc. 64)
- 2011: Zamknięcie (etiuda szkolna) – młodszy monter
- 2012: Mit o „Szarym” – obsada aktorska
- 2012: Wszystko przed nami – szef agencji reklamowej (odc. 17, 22)
- 2013: Komisarz Alex – lekarz w szpitalu psychiatrycznym (odc. 32)
- 2014: Wspak – ojciec Pawła
- 2014: Na dobre i na złe – prokurator wojskowy (odc. 570)
- 2014: Greta (etiuda szkolna) – adwokat
- 2015: Zadanie elementarne (etiuda szkolna) – elegancki pan
- 2015: Śpiewający obrusik – obsada aktorska
- 2015: Ojciec Mateusz – Roman Sądecki (odc. 167)
- 2015: Nocne Marki (etiuda szkolna) – menedżer hotelu
- 2015: M jak miłość – wydawca Paweł Kowalski (odc. 1190)
- 2015: Komisarz Alex – lekarz w szpitalu psychiatrycznym (odc. 80)
- 2016: Na Wspólnej – lekarz
- 2017: 1914 – obsada aktorska
- 2017: Ultraviolet – Andrzej Froman (odc. 2)
- 2018: Inspekcja (spektakl telewizyjny) – pułkownik Tadeusiak
- 2018: Barwy szczęścia – prokurator Robert Wiśniewski
- 2019: Zasada przyjemności – Marcin Zaremba, adwokat „Gianniego”; w napisach nazwisko: Serweryński
- 2019: Na sygnale – ojciec Kamila
- 2019: Komisarz Alex – Paweł Wiktororwicz
- 2019: Fantazja polska (spektakl telewizyjny) – Marcel Piou
- 2019: Chyłka. Kasacja – sędzia Sądu Najwyższego
- 2020: Archiwista – dyrektor MedSupliess
- 2023: Święto ognia – ortopeda

Źródło: Filmpolski.pl.